# 강문석 (사회주의자)
강문석(姜文錫, 1906년~1955년)은 일제강점기부터 활동한 한국의 사회주의 운동가이다.
제주도 대정군(현 대정읍) 출신으로 1920년대부터 일본에서 사회주의 운동을 벌였다. 박헌영과는 1930년대 상하이에서부터 함께 활동하였고, 비밀 조직 경성콤그룹에도 가담하여 일제 강점기 동안 전향하지 않고 남아 있었다.
일제 패망 직후인 1945년 9월 박헌영의 재건 조선공산당에 합류하여 선전부장을 맡는 등 박헌영의 오른팔이자 남조선로동당 간부로 활발한 활동을 펼쳤다. 강문석의 사위인 김달삼은 한때 강문석이 쓰던 김달삼이라는 가명을 이어받아 사용하면서 제주 4·3 사건을 지휘했다.
미군정의 남로당 불법화 이후 월북하여 조선민주주의인민공화국에 머물렀으나, 박헌영 리승엽 간첩 사건으로 인해 남로당계가 제거될 때 숙청된 것으로 알려져 있다.

## 같이 보기
- 남조선로동당
- 김달삼